# Cees Vaneman
Cees Vaneman is een triatleet uit Nederland. 
In 1981 werd hij tweede op de allereerste triatlon die in Nederland werd gehouden. In Den Haag finishte hij in een tijd van 11:56.00 en eindigde hiermee op 45 minuten achter Gregor Stam, die in 11:11.00 over de finish kwam. In 1983 finishte Kees als 7de tijdens de Triathlon van Nice - Frankrijk.  Hij finishte ook drie keer de Ironman van Hawaii.

## Belangrijke prestaties

### triatlon
- 1981:  NK lange afstand in Den Haag